# Sebastián Sosa

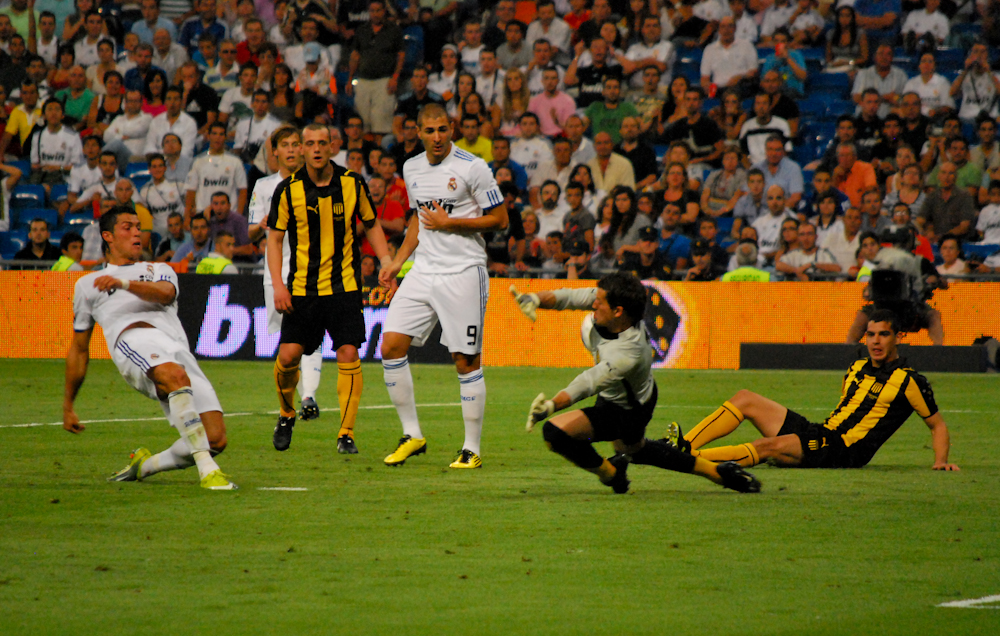
Sebastián Sosa defende um chute de Cristiano Ronaldo (de branco, à esquerda) durante uma partida amistosa entre Peñarol e Real Madrid em 2010

Carlos Sebastián Sosa Silva, mais conhecido como Sebastián Sosa (Montevidéu, 19 de agosto de 1986), é um futebolista uruguaio que atua como goleiro. Atualmente, joga pelo Juventud.

## Carreira
Sosa foi revelado pelo Peñarol e estreou pela equipe principal em 2007, em seguida foi emprestado ao Central Español, onde jogou 28 partidas, antes de retornar ao Peñarol em 2009. 
Na temporada 2009–10, assumiu a titularidade do gol do Peñarol no lugar do argentino Pablo Cavallero, conquistando o Campeonato Uruguaio de 2010, onde jogou todas as partidas, inclusive ganhou o prêmio de melhor jogador da segunda partida da final contra o Nacional, com vitoria do Peñarol por 1 a 0.
Em 2011, foi um dos principais jogadores do Peñarol na Copa Libertadores da América de 2011, onde conquistou o vice-campeonato, perdendo no Estádio do Pacaembu para o Santos na final. No mesmo ano, acerta sua ida ao Boca Juniors. Fez sua estreia oficialmente pelo Boca em partida contra o Zamora, pela última rodada da fase de grupos da Libertadores 2012.
No Boca Juniors conquistou o Apertura 2011 e mais uma vez sagrou-se vice-campeão da Copa Libertadores, na final, Sosa substituiu Orión ainda na primeira etapa por contusão do titular, mas acabou  perdendo para o Corinthians por 2 a 0, curiosamente também no Estádio do Pacaembu e sofrendo 2 gols no segundo tempo.
Após a decisão da Copa Libertadores da América de 2012, Sosa acertou com o Vélez Sarsfield. Em sua nova equipe foi campeão argentino conquistando o Torneio Inicial.Na grande final do Campeonato Argentino de 2012–13, contra o Newell's Old Boys, pegou um pênalti de Ignacio Scocco, ajudando o Vélez a conquistar o título argentino. Em 2014, conquistou a Supercopa Argentina.
Saiu do Vélez em 2015, tendo uma rápida passagem pelo México, onde jogou por Pachuca e Mineros de Zacatecas. Em 2016, voltou ao futebol argentino, para defender o Rosario Central.
Em 2017, foi emprestado ao Monarcas Morelia.Após boas atuações, foi comprado em defitinivo.

### Seleção Uruguaia
Sosa participou do Campeonato Sul-Americano de Futebol Sub-17 em 2003, na Bolívia, onde terminou em quarto lugar.

## Estatísticas
Até 18 de janeiro de 2020.

### Clubes
| Clube                | Temporada | Campeonato nacional | Campeonato nacional | Copa nacional[a] | Copa nacional[a] | Competições continentais[b] | Competições continentais[b] | Outros torneios | Outros torneios | Total | Total |
| Clube                | Temporada | Jogos               | Gols                | Jogos            | Gols             | Jogos                       | Gols                        | Jogos           | Gols            | Jogos | Gols  |
| -------------------- | --------- | ------------------- | ------------------- | ---------------- | ---------------- | --------------------------- | --------------------------- | --------------- | --------------- | ----- | ----- |
| Peñarol              |           |                     |                     |                  |                  |                             |                             |                 |                 |       |       |
| 2007–11              | 58        | 0                   | –                   | –                | 17               | 0                           | –                           | –               | 75              | 0     |       |
| Total                | 58        | 0                   | –                   | –                | 17               | 0                           | –                           | –               | 75              | 0     |       |
| Central Español      | 2008–09   | 28                  | 0                   | –                | –                | –                           | –                           | –               | –               | 28    | 0     |
| Central Español      | Total     | 28                  | 0                   | –                | –                | –                           | –                           | –               | –               | 28    | 0     |
| Boca Juniors         | 2011–12   | 3                   | 0                   | 4                | 0                | 2                           | 0                           | –               | –               | 9     | 0     |
| Boca Juniors         | Total     | 3                   | 0                   | 4                | 0                | 2                           | 0                           | –               | –               | 9     | 0     |
| Boca Juniors         | 2011–12   | 3                   | 0                   | 4                | 0                | 2                           | 0                           | –               | –               | 9     | 0     |
| Boca Juniors         | Total     | 3                   | 0                   | 4                | 0                | 2                           | 0                           | –               | –               | 9     | 0     |
| Vélez Sarsfield      | 2012–13   | 25                  | 0                   | 1                | 0                | 14                          | 0                           | –               | –               | 35    | 0     |
| Vélez Sarsfield      | 2013–14   | 34                  | 0                   | 2                | 0                | 7                           | 0                           | –               | –               | 43    | 0     |
| Vélez Sarsfield      | 2014      | 19                  | 0                   | –                | –                | –                           | –                           | –               | –               | 19    | 0     |
| Vélez Sarsfield      | 2015      | 8                   | 0                   | –                | –                | –                           | –                           | –               | –               | 8     | 0     |
| Vélez Sarsfield      | Total     | 86                  | 0                   | 3                | 0                | 21                          | 0                           | –               | –               | 110   | 0     |
| Pachuca              | 2015–16   | –                   | –                   | 3                | 0                | –                           | –                           | –               | –               | 3     | 0     |
| Pachuca              | Total     | –                   | –                   | 3                | 0                | –                           | –                           | –               | –               | 3     | 0     |
| Mineros de Zacatecas | 2015–16   | –                   | –                   | 1                | 0                | –                           | –                           | –               | –               | 1     | 0     |
| Mineros de Zacatecas | Total     | –                   | –                   | 1                | 0                | –                           | –                           | –               | –               | 1     | 0     |
| Rosário Central      | 2016      | 4                   | 0                   | –                | –                | 10                          | 0                           | –               | –               | 14    | 0     |
| Rosário Central      | 2016–17   | 11                  | 0                   | 6                | 0                | –                           | –                           | –               | –               | 17    | 0     |
| Rosário Central      | Total     | 15                  | 0                   | 6                | 0                | 10                          | 0                           | –               | –               | 31    | 0     |
| Monarcas Morelia     | 2016–17   | 4                   | 0                   | 7                | 0                | –                           | –                           | –               | –               | 11    | 0     |
| Monarcas Morelia     | 2017–18   | 40                  | 0                   | –                | –                | –                           | –                           | –               | –               | 40    | 0     |
| Monarcas Morelia     | 2018–19   | 29                  | 0                   | 1                | 0                | –                           | –                           | –               | –               | 30    | 0     |
| Monarcas Morelia     | 2019–20   | 23                  | 0                   | 2                | 0                | –                           | –                           | –               | –               | 25    | 0     |
| Monarcas Morelia     | Total     | 96                  | 0                   | 10               | 0                | 0                           | 0                           | 0               | 0               | 106   | 0     |

- a. ^ Jogos da Copa Argentina e Copa México
- b. ^ Jogos da Copa Libertadores

## Títulos
Peñarol
- Campeonato Uruguaio: 2009–10

Boca Juniors
- Campeonato Argentino: 2011 (Apertura)
- Copa Argentina: 2011–12

Vélez Sársfield
- Supercampeonato Argentino: 2012–13
- Torneio Inicial: 2012
- Supercopa Argentina: 2013